# ستيف هاريسون (سياسي)
ستيف هاريسون (بالإنجليزية: Steve Harrison) هو سياسي أمريكي، ولد في 25 أكتوبر 1966 في تشارلستون في الولايات المتحدة. حزبياً، نشط في الحزب الجمهوري. وقد انتخب عضو مجلس ولاية فيرجينيا الغربية.